# مانوئل سدینیلا
مانوئل سدینیلا (انگلیسی: Manuel Cedenilla؛ زادهٔ ۱۳ فوریهٔ ۱۹۹۸) بازیکن فوتبال اهل اسپانیا است.
از باشگاه‌هایی که در آن بازی کرده‌است می‌توان به باشگاه فوتبال آلکورکون اشاره کرد.